# Chevrolet Cobalt (GMX 001)
Der Chevrolet Cobalt (interne Modellbezeichnung GMX 001) ist ein von General Motors zwischen 2004 und 2010 angebotener PKW der unteren Mittelklasse.

## Modellgeschichte
Die erstmalige Vorstellung fand formal auf der LA Auto Show 2003 statt. Produziert wurde der Cobalt im GM-Werk Lordstown, in dem die Produktionsanlagen ab Anfang Oktober 2004 darauf umgerüstet wurden. Das Fahrzeug wurde im Herbst 2004 als Fahrzeug des Modelljahrs 2005 als Nachfolger des Chevrolet Cavalier eingeführt. 
Ende Juni 2010 wurde die Produktion des Cobalt eingestellt. Er wurde durch den Chevrolet Cruze J300 ersetzt, der bereits Mitte 2009 in Europa den Chevrolet Nubira ablöste.

## Karosserie
Das Fahrzeug basiert auf der Delta-Plattform von GM, auf der unter anderem auch der Pontiac G5, der Saturn Ion und der europäische Opel Astra H stehen. Es war als Coupé wie auch als Viertürer erhältlich. 
Die Gewichtsverteilung beim Coupé liegt bei 60 : 40 und beim Viertürer bei 59 : 41.

## Antrieb
Beide Karosserievarianten waren entweder mit einem 2,2-l- oder einem 2,4-l-R4-Ecotec-Ottomotor lieferbar. Die Leistungsübertragung erfolgt über ein Fünfgang-Schaltgetriebe oder wahlweise über ein Viergang-Automatikgetriebe. Das Top-Modell war der „SS Supercharged“, der mit einem 2,0-l-Ottomotor aus der Ecotec-Motorenfamilie mit Kompressoraufladung und manuellem Fünfganggetriebe ausgerüstet ist.
Da der „SS Supercharged“ die in den USA ab 2008 geltenden strengeren Abgasnormen nicht mehr erfüllte, wurde die Produktion Ende 2007 eingestellt. Anfang 2008 wurde ein neues SS-Modell vorgestellt, diesmal mit einem 194 kW (260 hp) starken Vierzylindermotor mit Turbolader.
Auf der Nordschleife des Nürburgrings hielt der Cobalt SS/TC (TurboCharged) im Jahre 2007 mit 08:22,850 min den Klassenrekord für kompakte Sportwagen mit Vorderradantrieb.

## Rückrufe
Ab 2004 wurde ein Problem am Zündschloss bekannt, das zu zahlreichen Unfällen führte und einen Rückruf bei mehreren GM-Modellen führte bei dem auch der Chevrolet Cobalt betroffen war.

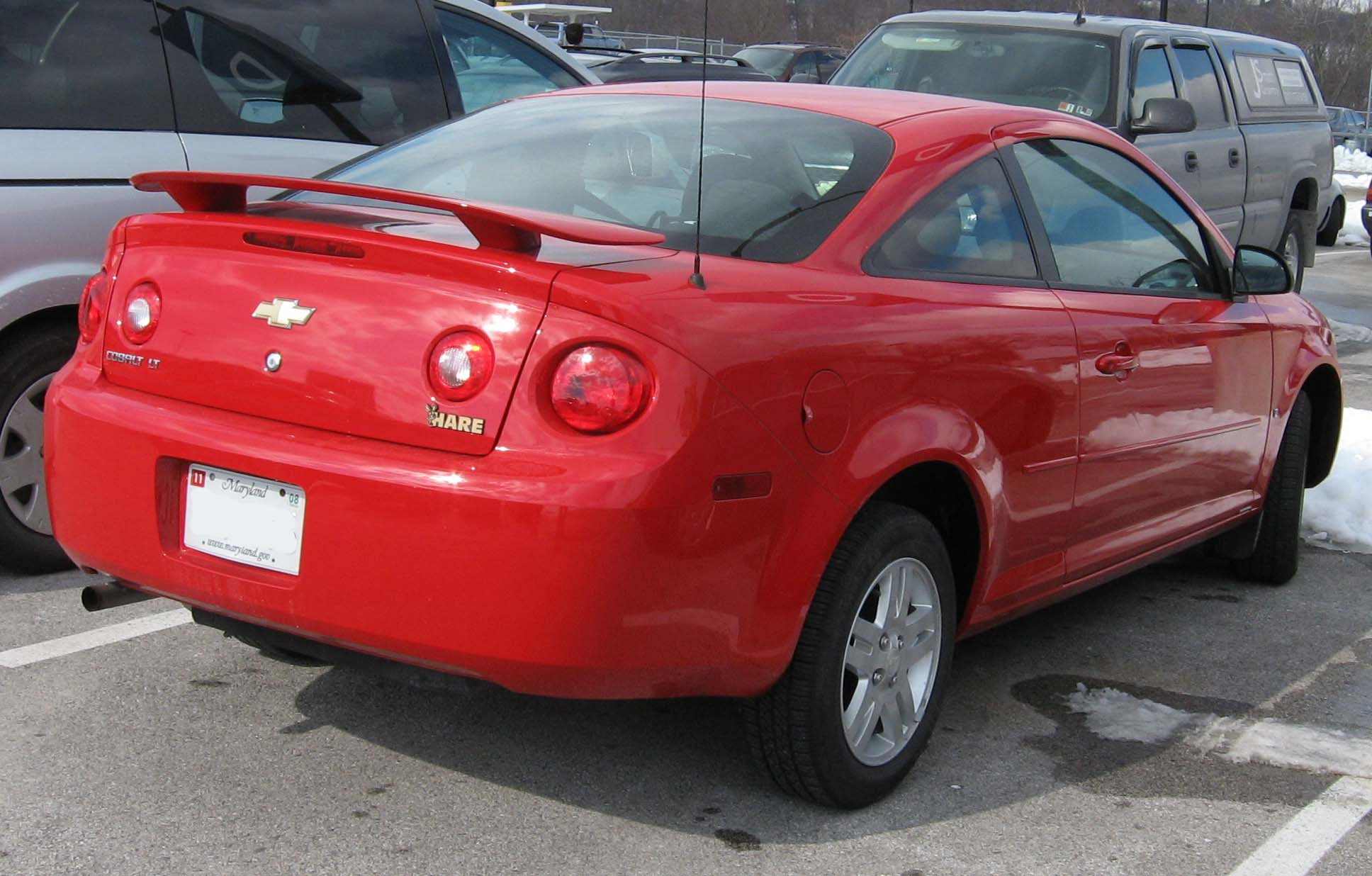
Heckansicht Coupé
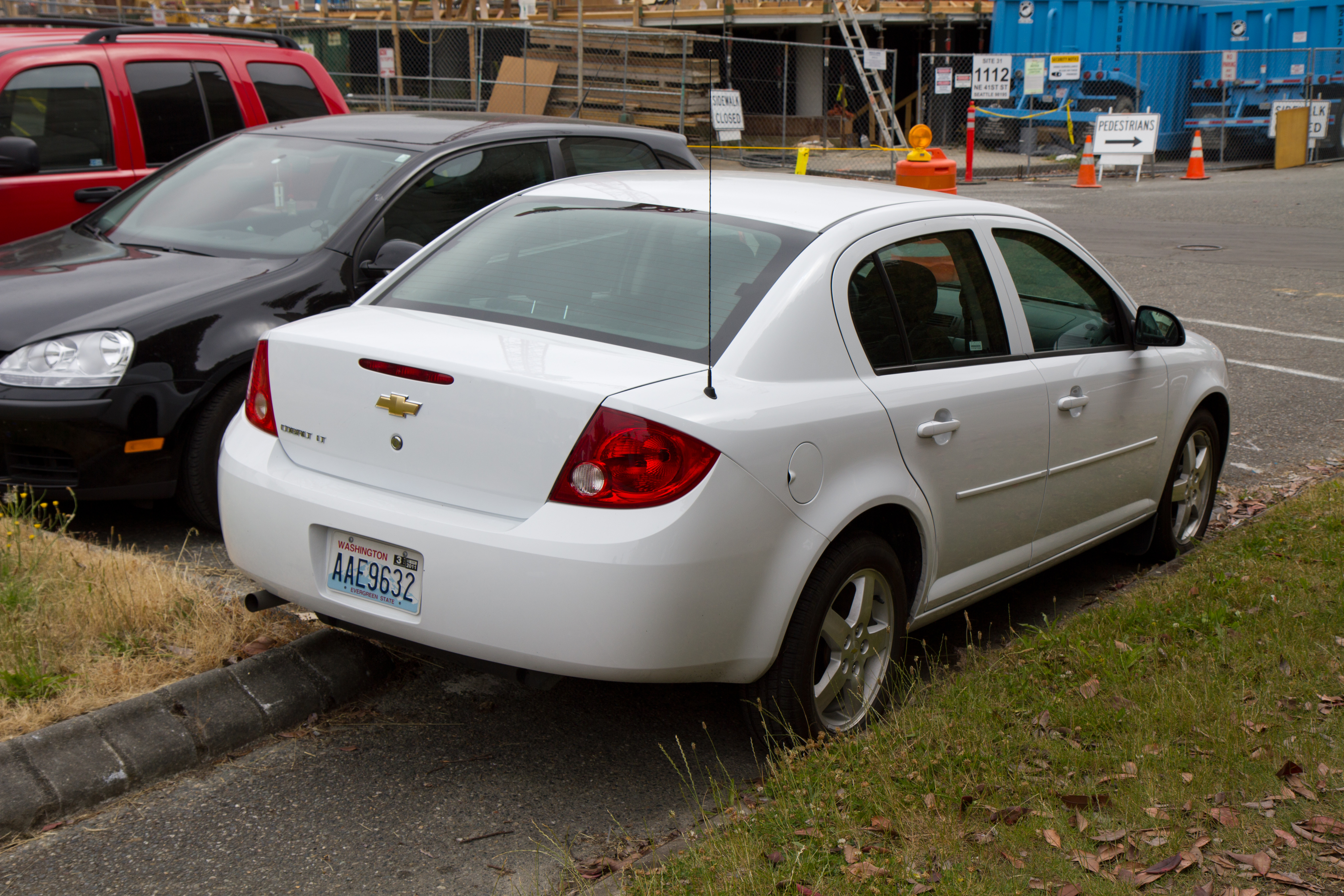
Heckansicht Limousine
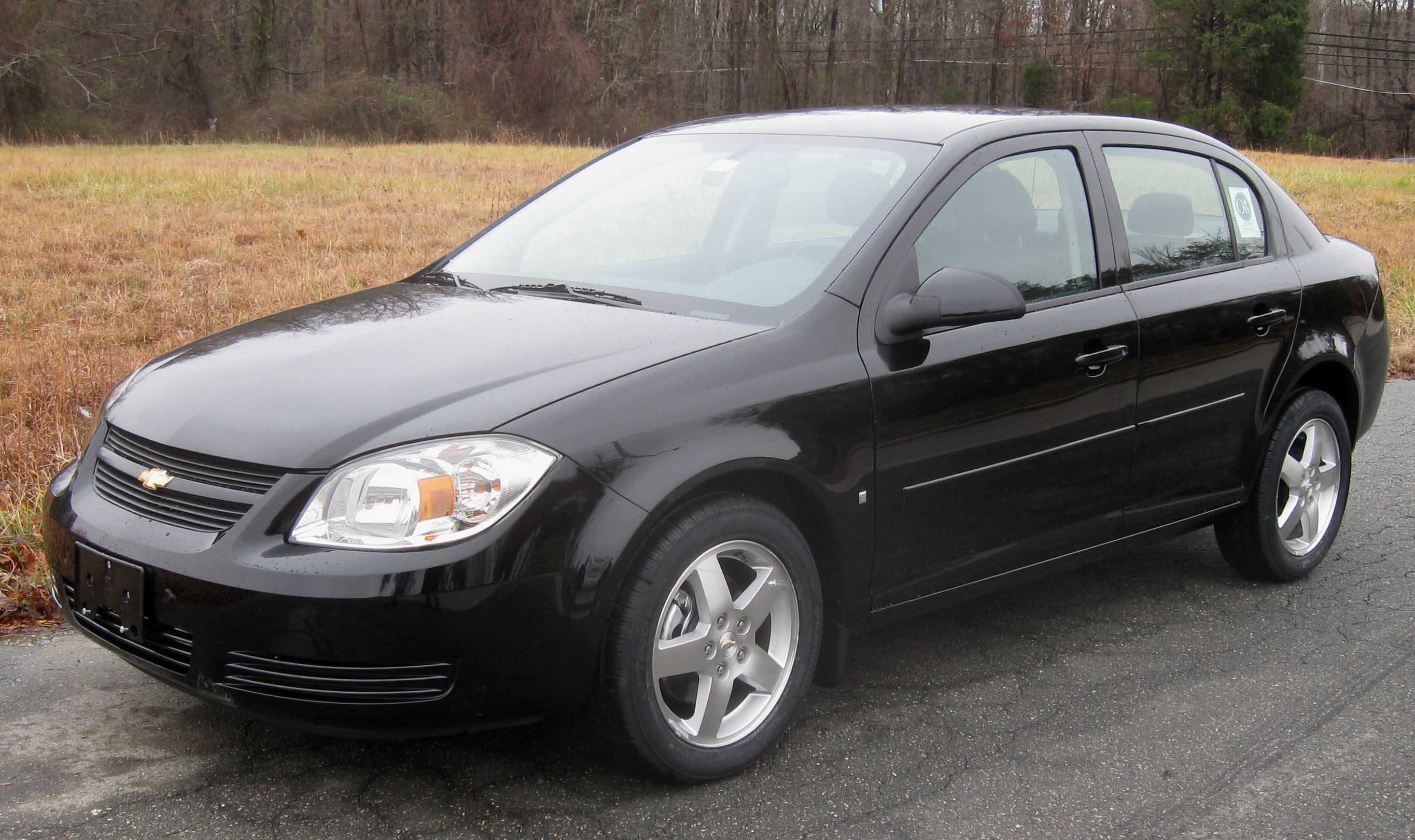
Chevrolet Cobalt Sedan (2005–2010)
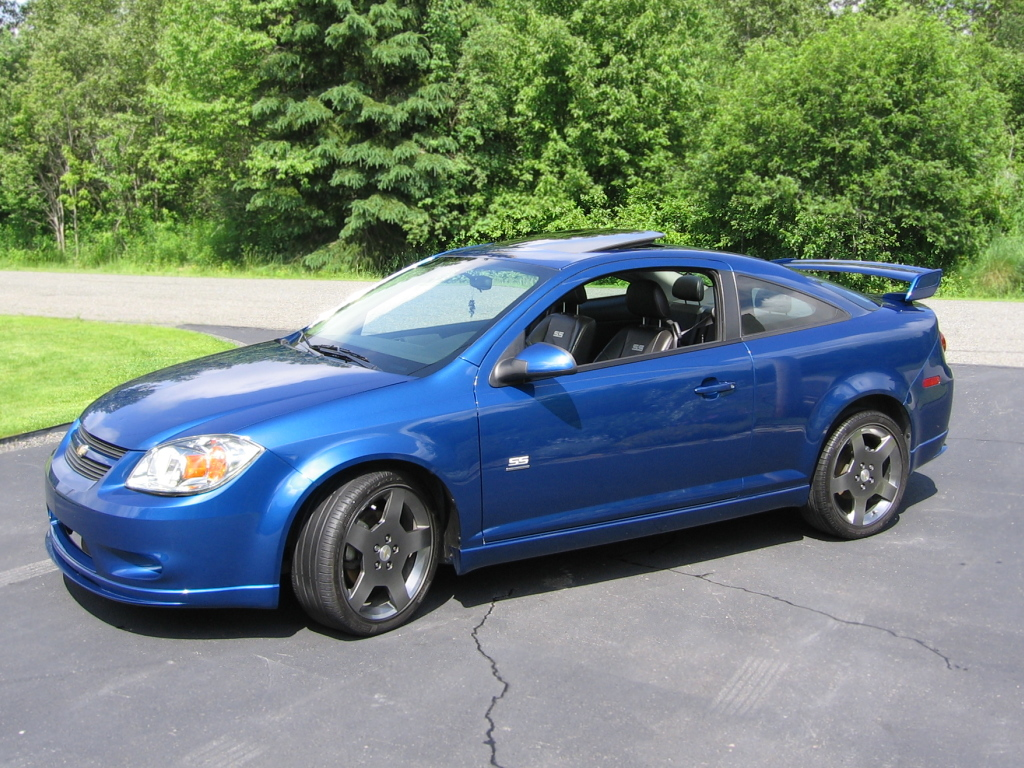
Chevrolet Cobalt Coupé SS (2005–2007)

## Technische Daten
| Motor     | Motorbauart | Hubraum | Motorfamilie | Motorcode | max. Leistung   | max. Drehmoment | Modelljahre | Quelle |
| --------- | ----------- | ------- | ------------ | --------- | --------------- | --------------- | ----------- | ------ |
| 2.2       | R4          | 2,2 l   | Ecotec       | L61       | 108 kW (145 hp) | 210 Nm          | 2005–2006   | [ 13 ] |
| 2.2       | R4          | 2,2 l   | Ecotec       | L61       | 110 kW (148 hp) | 210 Nm          | 2007–2008   | [ 14 ] |
| 2.2       | R4          | 2,2 l   | Ecotec       | LAP       | 116 kW (155 hp) | 203 Nm          | 2009–2010   | [ 15 ] |
| 2.4       | R4          | 2,4 l   | Ecotec       | LE5       | 128 kW (171 hp) | 221 Nm          | 2006        | [ 16 ] |
| 2.4       | R4          | 2,4 l   | Ecotec       | LE5       | 129 kW (173 hp) | 221 Nm          | 2007–2008   | [ 14 ] |
| Cobalt SS | R4          | 2,0 l   | Ecotec       | LSJ       | 153 kW (205 hp) | 271 Nm          | 2005–2007   | [ 13 ] |
| Cobalt SS | R4          | 2,0 l   | Ecotec       | LNF       | 194 kW (260 hp) | 353 Nm          | 2008–2010   | [ 17 ] |